# Richard Thomalla
Pour les articles homonymes, voir Thomalla.
Richard Wolfgang Thomalla (23 octobre 1903 - 12 mai 1945 ? ) était un SS-Hauptsturmführer qui a participé à l'extermination de Juifs d'Europe. Ingénieur civil de formation, il a dirigé l'administration centrale de la construction de la SS à Lublin ou il fut le responsable de la construction des camps d'extermination de l'Opération Reinhard, Belzec, Sobibor et Treblinka.
Né à Born in Annahof en Haute-Silésie (aujourd'hui Sowin - Pologne), Thomalla s'inscrit au parti nazi en 1932 et devient membre de la SS.
Le premier camp d'extermination dont Thomalla dirige la construction est celui de Belzec, où les travaux débutent le 1er novembre 1941 pour se terminer en mars 1942. Il conçoit ensuite l'architecture du camp de Sobibor, dont il supervise la construction et qu'il dirige jusqu'à l'arrivée de Franz Stangl en avril 1942.
Il part ensuite pour Treblinka, dont l'architecture est copiée sur celle de Sobibor et où il est également responsable de la construction.
Des témoignages non confirmés font état de son exécution par le NKVD, à Jičín, en Tchécoslovaquie, le 12 mai 1945,. Son décès est reconnu à Ulm en 1957.